# Was eine schöne Frau begehrt
Was eine schöne Frau begehrt (Originaltitel: American Beauty) ist ein US-amerikanischer Liebesfilm aus dem Jahr 1927 von Richard Wallace mit Billie Dove in der Hauptrolle. Der Film wurde von First National produziert und basiert auf Kurzgeschichte American Beauty von Wallace Irwin.

## Handlung
Millicent Howard, eine junge mittellose Frau von großer Schönheit, wahrt durch geschickte List den Anschein von Reichtum und hofft, einen millionenschweren Ehemann zu ergattern, obwohl sie mit ihrer Mutter in einer billigen Pension lebt. Während sie von Jerry Booth, einem jungen Chemiker, umworben wird, lernt Millicent Archibald Claverhouse kennen, einen wohlhabenden jungen Mann, der sich in sie verliebt und einen Heiratsantrag macht. Sie ist sich jedoch nicht sicher, welchen Verehrer sie wählen soll.
Als sie von Archibald zum Abendessen eingeladen wird, ruiniert Millicent ihr Kleid und beschließt, eines von Mrs. Gillespie zu tragen, das in die Reinigung ihrer Mutter geschickt wurde. Die Dame ist jedoch anwesend und wirft ihr vor, das Kleid gestohlen zu haben. Gedemütigt und bedrückt gibt Millicent gegenüber Claverhouse ihre wahren Lebensumstände zu und geht nach Hause. Als sie erfährt, dass Jerry einen Job in Südamerika angenommen hat, eilt sie zum Bahnhof, um ihn zu treffen.

## Hintergrund
Im Februar 1927 wurde berichtet, dass First National die Filmrechte an Wallace Irwins im Vormonat veröffentlichte Kurzgeschichte „American Beauty“ erworben hatte und die ausführenden Produzenten Richard A. Rowland und John McCormick mit den Produktionsvorbereitungen begannen.
Am 30. Mai 1927 wurde bekannt gegeben, dass die Dreharbeiten in den Studios in Burbank beginnen würden. Durch eine Verzögerung begannen sie jedoch erst eine Woche später.
Virginia Lee Corbin wurde als Besetzungsmitglied in der Rolle der „Claire“ angegeben. Einen Monat wurde berichtet, dass Alice White als Nachfolgerin von Corbin eingestellt worden sei. Am 10. Juli 1927 wurde berichtet, dass die Dreharbeiten kurz vor dem Abschluss standen. Knapp acht Wochen später lag der Film im Schneideraum.
Jack Wagner verlieh dem Film als Gagschreiber (Comedy Constructor) eine komödiantische Note.
Da keine Kopien der sieben Filmrollen existieren, gilt der Film als verschollen.

## Veröffentlichung
Die Premiere des Films fand am 9. Oktober 1927 statt. 1928 kam er im Deutschen Reich und in Österreich in die Kinos.